# HD 208487
HD 208487 (HIP 108375 / CD-38 14804 / SAO 213432) es una estrella en la constelación de Grus, la grulla, de magnitud aparente +7,47.
Se puede localizar visualmente 47 minutos de arco al suroeste de Aldhanab (γ Gruis).
Distante 144 años luz del sistema solar, desde 2004 se conoce la existencia de un planeta extrasolar confirmado alrededor de esta estrella.
HD 208487 es una enana amarilla semejante al Sol de tipo espectral G2 V.
Su temperatura efectiva parece estar comprendida entre 5929 y 6146 K —no existe consenso al respecto— y es un 60% más luminosa que el Sol.
Tiene un diámetro un 20% más grande que el diámetro solar.
Su abundancia relativa de hierro es comparable a la solar, siendo su índice de metalicidad [Fe/H] = +0,08.
Más masiva que nuestra estrella, su masa es un 18% mayor que la masa solar y se piensa que es una estrella más joven que el Sol, con una edad estimada de 3880 millones de años.

## Sistema planetario
HD 208487 b es el nombre que recibe el planeta extrasolar descubierto en 2004.
La separación media respecto a la estrella es de 0,49 UA, aunque la órbita es claramente excéntrica (ε = 0,32).
Tarda 123 días en completar una órbita y tiene una masa mínima igual al 45% de la masa de Júpiter.
Se ha postulado la existencia de un segundo planeta —HD 208487 c— mediante inferencia bayesiana de los datos de velocidad radial.
Aunque inicialmente se pensó que el período orbital del segundo planeta era de 908 días, una solución orbital alternativa de 28 días también es posible.
Se piensa que lo más probable es que la actividad de la estrella sea la responsable de los residuos marginales detectados en la velocidad radial.
| Acompañante (En orden desde la estrella) | Masa (MJ)     | Período orbital (días) | Semieje mayor (UA) | Excentricidad |
| ---------------------------------------- | ------------- | ---------------------- | ------------------ | ------------- |
| HD 208487 b                              | > 0,45 ± 0,05 | 123 ± 1                | 0,49 ± 0,04        | 0,32 ± 0,1    |